# В'язниця рабів
35°53′52″ пн. ш. 14°31′00″ сх. д. / 35.89783333° пн. ш. 14.51669444° сх. д.
В'язниця рабів (італ. Bagni degli Schiavi, мальт. Il-Ħabs tal-Iskjavi), офіційно відома як Велика в'язниця (італ. Gran Prigione; мальт. il-Ħabs il-Kbir) і в розмовній мові як багніо — в'язниця у Валлетті, Мальта. Вона була заснована наприкінці 16 століття і використовувався як в'язниця протягом 17 і 18 століть. Згодом він використовувався як військово-морський госпіталь, школа та екзаменаційний зал. Його розбомбили під час Другої світової війни, і руїни були зруйновані, щоб звільнити місце для житлового будинку.

## Історія
Gran Prigione (Велика в'язниця) була заснована приблизно в 1585 році під час магістратури Гуга Лубенкса де Вердалля (1582–95). Ймовірно, його спроектував архітектор Джироламо Кассар. Будівля служила головною в'язницею Ордена Святого Іоанна, а також комплексом, де рабів замикали на ніч. У ньому могло розміститися близько 900 в'язнів.
Після 1615 року в'язниця забезпечувалася водою з акведука Віньякур. Повідомляється, що турецький раб, який був гідрологом у Константинополі, допомагав у будівництві акведука, і на знак визнання його роботи він отримав свободу, і в'язниця стала однією з перших будівель у Валетті, яка забезпечена проточною водою.

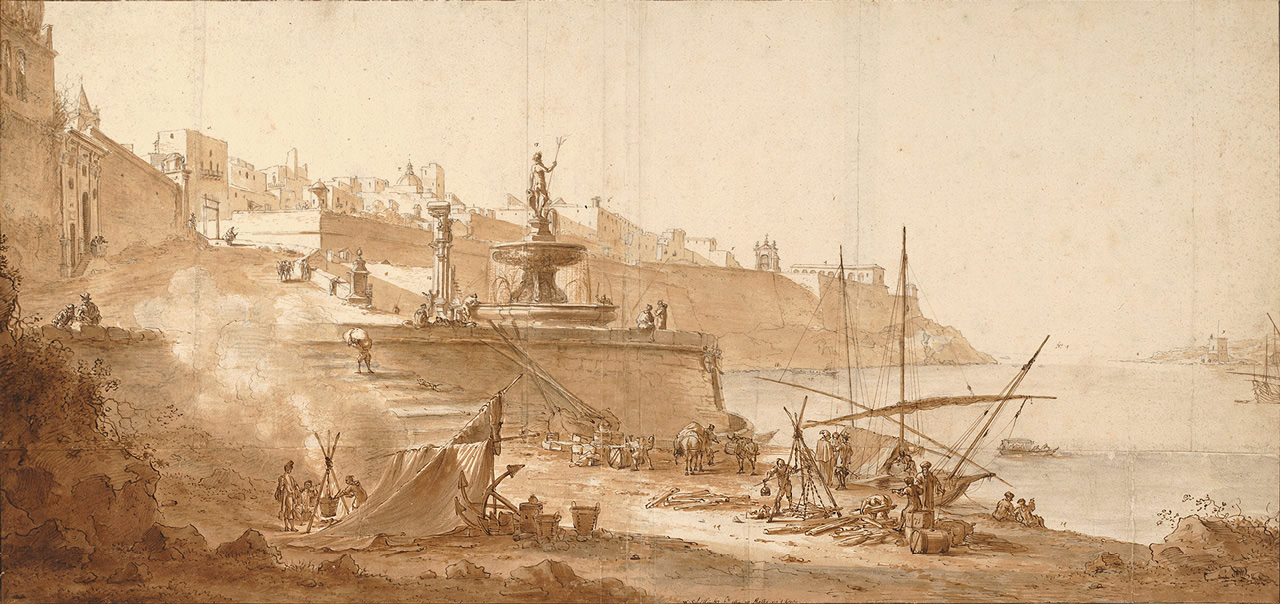
Будівля, зображена в 1664 році біля Нуова Фонтана, широко відомого як Фонтан Нептуна

До 1631 року частина будівлі використовувалася як Infermeria delle Schiavi, лікарня, де лікували хворих рабів, прив'язаних до землі. Хворих рабів на галерах лікували не там, а у відділі Сакра Інфермерії, розташованої неподалік.
Під час Змови рабів 1749 року раби в Палаці гросмейстерів планували підняти повстання, звільнити інших рабів із рабської в'язниці та захопити форт Сент-Ельмо та решту Валлетти. Після того, як змова була розкрита і жорстоко придушена, був виданий указ, згідно з яким усі раби повинні були замикатися у в'язниці на ніч.
З 1804 по 1819 рік в'язниця використовувалася як тимчасовий морський шпиталь на 50 ліжок. Після вибуху в Біргу-Полверіста 1806 року уряд надав частину в'язниці як склад виноторговцю пану Вудхаузу, який втратив велику кількість вина під час катастрофи. У 1824 році частину будівлі було знесено, щоб звільнити місце для запланованої протестантської церкви, яка не відбулася, а пізніше була перебудована. Пізніше в 19 столітті в будівлі розташовувалася початкова школа, яка була відома як l-iskola tal-ħabs (тюремна школа). Згодом він став екзаменаційним залом, перш ніж його закрили в 1940 році Будівля була включена до Списку старожитностей 1925 року В'язниця була розбомблена під час Другої світової війни, і згодом руїни були зруйновані. У 1950-х роках на його місці збудували великий житловий будинок.

## Будівля

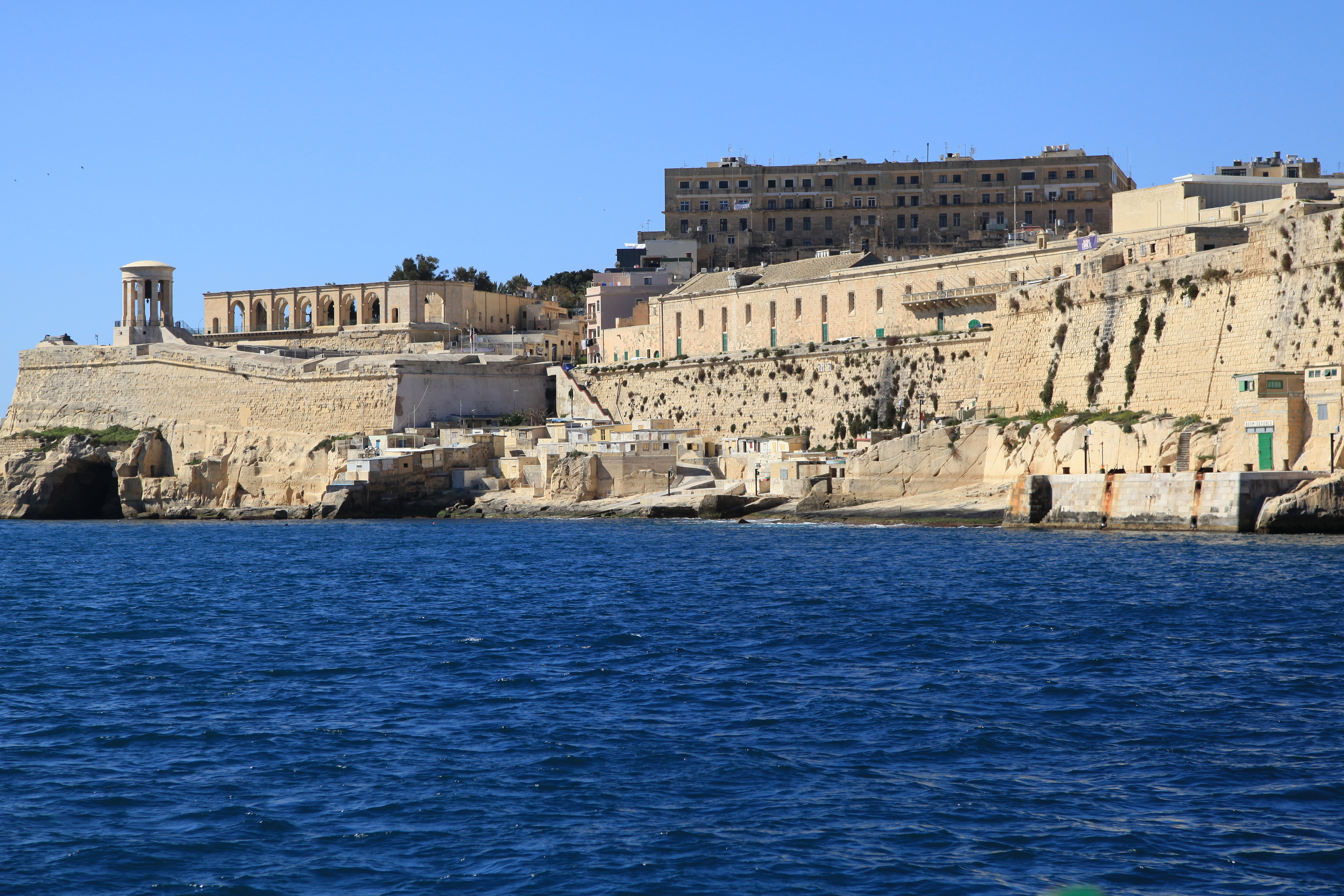
Вид на Валлетту з Великої гавані. В'язниця рабів стояла на місці, де тепер розташований великий житловий будинок.

В'язниця була великою триповерховою будівлею, що займала цілий міський квартал неподалік від нижніх садів Барракка.
Інші в'язниці для рабів були розташовані в Біргу та Сенглі, і обидві вони були зруйновані у 20 столітті, як і в'язниця у Валетті.

## Життя в в'язниці
У в'язниці була таверна, в якій раби могли купувати їжу та напої, мечеть для рабів-мусульман і каплиці, присвячені Святому Іоанну Хрестителю та Святому Хресту для в'язнів-християн. Деякі частини в'язниці були доступні для громадськості, а деякі раби керували перукарнями та іншими закладами всередині в'язниці.
В'язницям керував продом, який обіймав посаду губернатора та був кавалером ордена Святого Іоанна. Агоцціні мав прямий нагляд за ув'язненими, організовуючи їх у робочі групи для галер, тоді як carcerieri відповідали за ведення реєстру ув'язнених і, можливо, виконували функції охорони.